# 392
392 (CCCXCII) je bilo prestopno leto, ki se je po julijanskem koledarju začelo na četrtek.

## Dogodki
- 15. marec - frankovski general Arbogast poviša v rimskega cesarja samozvanca Evgenija

## Rojstva
- Klodion - kralj Salijskih Frankov († 448)
- Marcijan, cesar Bizantinskega cesarstva († 457)

## Smrti
- 15. maj -  Valentinijan II., rimski cesar